# Viveros (Albacete)
Viveros ist eine Gemeinde (municipio) mit 305 Einwohnern (Stand: 2024) im Süden der Provinz Albacete in der autonomen Region Kastilien-La Mancha. Neben dem Hauptort Viveros gehört auch der Weiler Pinilla zur Gemeinde. 

## Lage
Viveros liegt in der nördlichen Berglandschaft der Sierra de Alcaraz, dem nördlichen Ausläufer der Betischen Kordillere. Der Ort befindet sich in ca. 65 km (Fahrtstrecke) westsüdwestlich der Provinzhauptstadt Albacete einer Höhe von ca. 1010 m. Das Klima im Winter ist gemäßigt, im Sommer dagegen warm; die geringen Niederschlagsmengen (491 mm/Jahr) fallen – mit Ausnahme der nahezu regenlosen Sommermonate – verteilt übers ganze Jahr.

## Bevölkerungsentwicklung
| Jahr      | 1970 | 1981 | 1991 | 2001 | 2011 | 2021 |
| Einwohner | 1033 | 753  | 659  | 526  | 358  | 332  |

## Sehenswürdigkeiten
- Bartholomäuskirche (Iglesia de San Bartolomé)

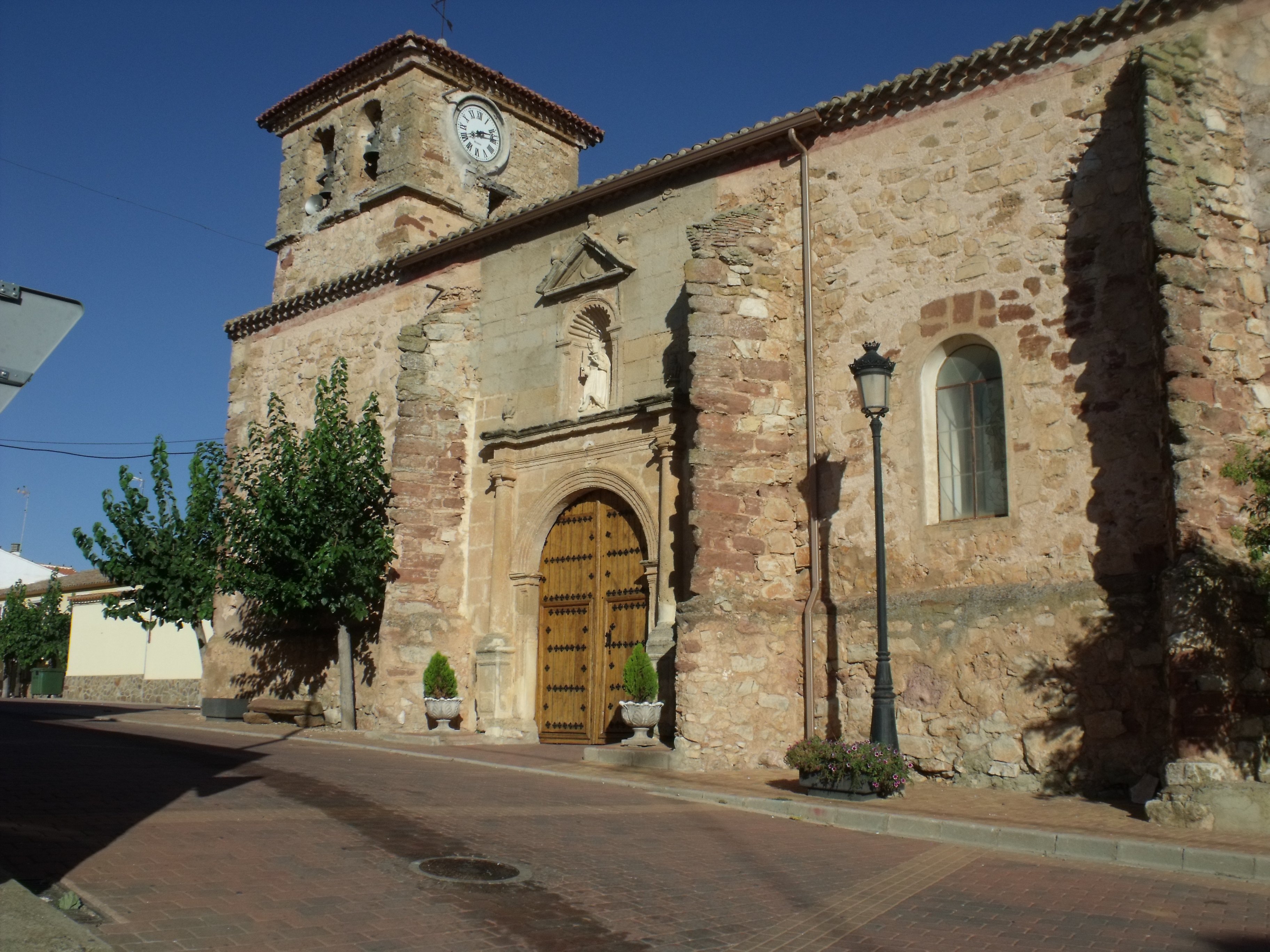
Bartholomäuskirche
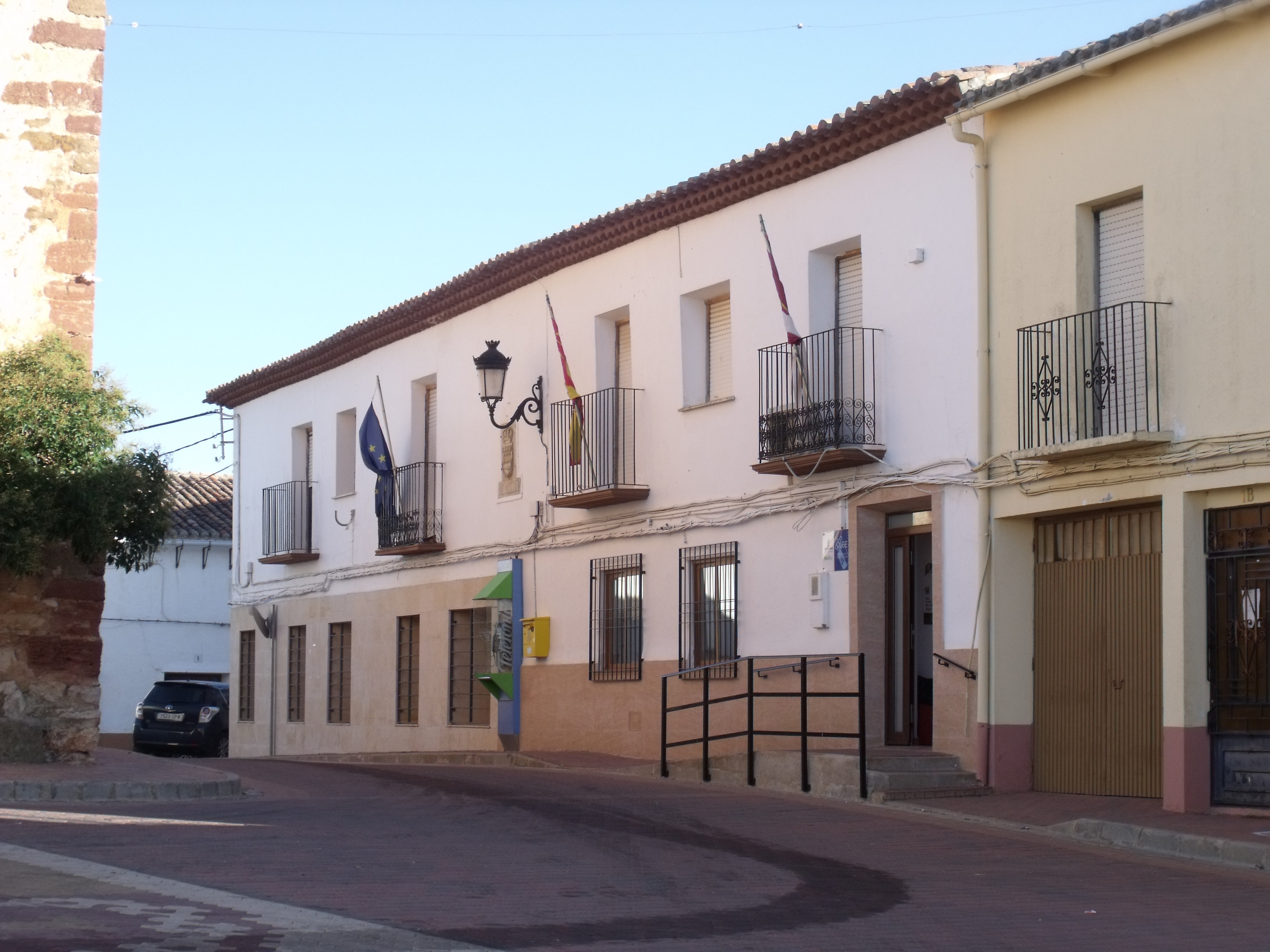
Rathaus